# Мери (филм)
„Мери“ (на английски: Mary) е британски филм от 1931 г. на режисьора Алфред Хичкок и представлява по-кратка (78-минутна) немскоезична версия на филма „Убийство!“. Филмът е екранизация по романа на Клемънс Дейн и Хелън Симпсън - „Enter Sir John“ („Да влезе сър Джон“). В главните роли са Алфред Абел и Олга Чехова. Дълго време се смята, че „Мери“ е изгубен, дори че последното запазено копие е изгоряло в пожара на Райхстага. Филмът е открит през ХХІ век и се появява официално на 21 април 2006 г. като бонус в немското ДВД към филма „Убийство!“. Два месеца по-късно на 20 юни 2006 г. е добавен и към френското ДВД на филма „Страноприемница Ямайка“ на Алфред Хичкок.

## Сюжет
Внимание:  Текстът по-долу разкрива сюжета на произведението (или части от него)!
Мери Беринг (Олга Чехова), актриса в провинциална театрална трупа е арестувана и съдена за убийството на друга актриса. Съдебните заседатели я намират за виновна и я осъждат на смърт. Един от тях, известния актьор и мениджър сър Джон Менър (Алфред Абел) е разколебан след процеса. Убеден в невинността на Мери, той започва собствено разследване за да разкрие истинския убиец.

## В ролите
| Актьор        | Роля           |
| ------------- | -------------- |
| Алфред Абел   | сър Джон Менър |
| Олга Чехова   | Мери Беринг    |
| Пол Грец      | Боби Браун     |
| Лоте Щайн     | Биби Браун     |
| Екхард Аренд  | Хендъл Фейн    |
| Джон Майлонг  | Джон Стюарт    |
| Луи Ралф      | Бене           |
| Хермин Щерлер | мис Милер      |

## „Мери“ и „Убийство!“
„Мери“ е немската версия на британския трилър на Алфред Хичкок „Убийство!” от 1930 г. Хичкок заснема и двата филма черно-бели, използвайки същите декори и технически персонал, но с различен актьорски състав. Въпреки че е по-кратък с около 30 минути, „Мери” е видимо идентичен откъм сюжет и композиция при заснемането. Най-съществената разлика е, че му липсва хумора на „Убийство!” и е по-мрачен и по-сдържан филм. Има и една забележителна разлика в сюжета, която обяснява защо Мери не иска да свидетелства срещу Фейн. В английската версия той е от смесен произход (нещо, което би могло да го направи човек без права по онова време), докато в немската версия той е избягал затворник.

## Алфред Хичкок за филма
В книгата „Хичкок & Трюфо” режисьорът споделя: „...„Убийство!” беше първият ми опит с двуезичен филм. Трябваше да снимам едновременно немска и английска версия. Бях работил в Германия и можех да говоря немски доста грубо, но достатъчно, за да се оправя. В английската версия, героят беше Хърбърт Маршал, а в немската версия – много известен актьор, който се казваше Алфред Абел. Преди снимките, когато ходих в Берлин, за да обсъждам сценария, ми подсказаха доста промени, които аз отхвърлих и всъщност сбърках. Отказах, защото бях удовлетворен от английската версия, а заради икономията не могат да се снимат две много различни една от друга версии. Прибрах се в Лондон с непроменения сценарий и започнах да снимам. Почти веднага си дадох сметка, че нямам ухо за немския език. Всякакви детайли, които бяха силно забавни в английската версия, изобщо не се получаваха в немската. Например като иронията, базирана на загубата на достойнство, или тази за снобизма. Немският актьор не се чувстваше удобно и установих, че не разбирам немския говор. Не искам да ви обезкуражавам, но сега можете да разберете защо Рене Клер, Жюлиен Дювивие и Жан Реноар не постигнаха истински успех в САЩ. Те нямаха ухо за думите и за американския говор. Любопитно е, че немци като Любич и Били Уайлдър се адаптираха по-добре – поне двама или трима от тях. Унгарците също успяха, а собственият опит ми позволява да си представя какво трябва да са почувствали унгарският режисьор Майкъл Къртис и продуцентът, също унгарец – Джо Пастернак, когато са пристигнали в Калифорния...”